# غلوجة (تبريز)
غلوجة هي قرية في مقاطعة تبريز، إيران. عدد سكان هذه القرية هو 224 في سنة 2006.